# Estação Ferroviária de Mouriscas
A Estação Ferroviária de Mouriscas é uma interface ferroviária encerrada da Linha da Beira Baixa, que servia a freguesia de Mouriscas, no concelho de Abrantes, em Portugal.

## Caracterização
Em Janeiro de 2011, possuía duas vias de circulação, com 472 e 466 m de comprimento; as plataformas tinham 76 e 209 m de extensão, e apresentavam 35 cm de altura.

## História

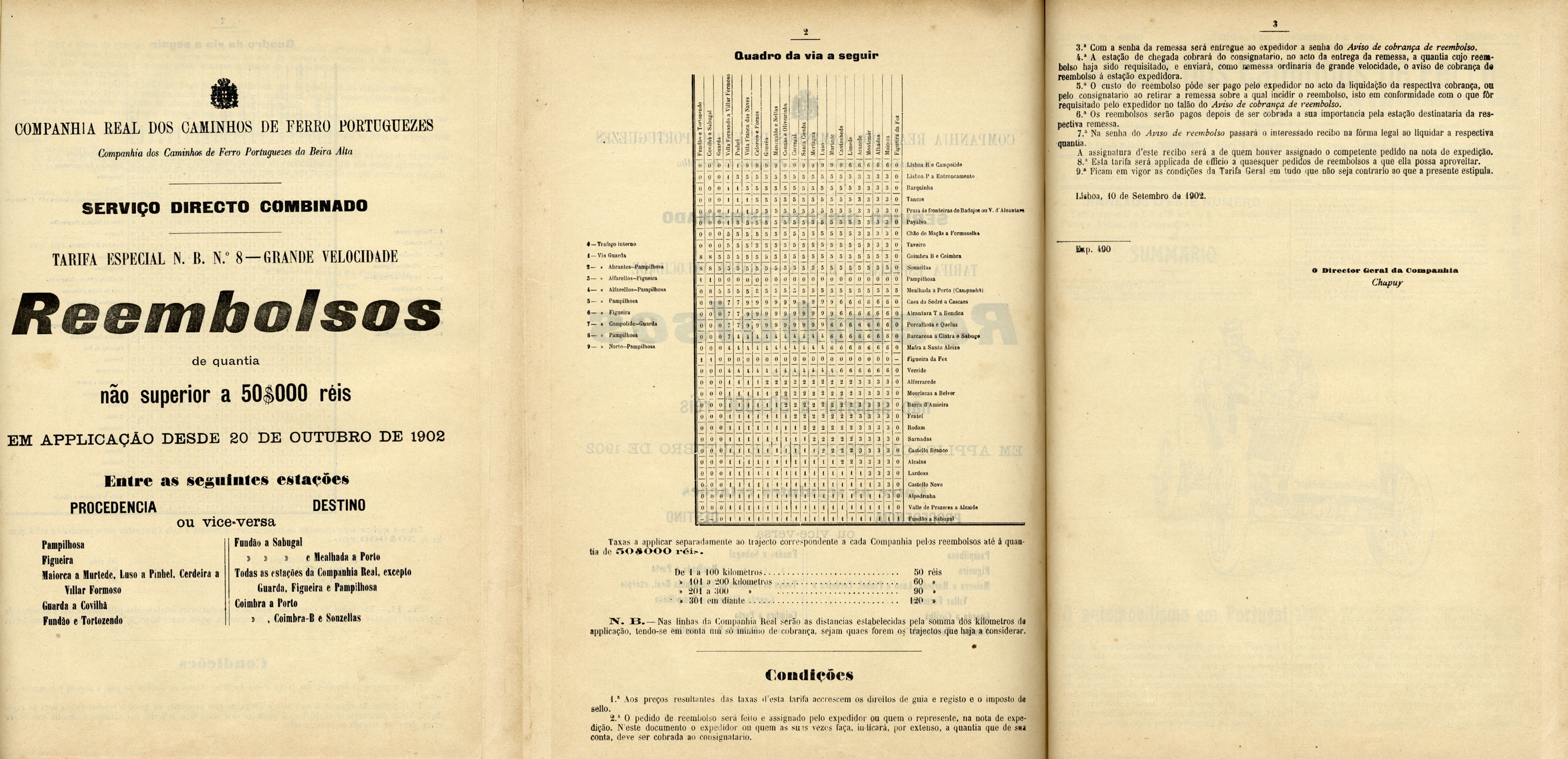
Anúncio de 1902 das Companhias Real e da Beira Alta, relativo à tarifa especial n.º 8. Mouriscas era uma das gares abrangidas por esta tarifa.

Esta interface insere-se no lanço entre as estações de Abrantes e Covilhã da Linha da Beira Baixa, que começou a ser construído nos finais de 1885, e entrou em exploração em 6 de Setembro de 1891.
No dia 7 de Março de 1934, a Junta Autónoma de Estradas abriu o concurso para a construção de um ramal da Estrada Nacional n.º 83-2ª, para esta estação.
Em 13 de Março de 2024 uma pessoa foi mortalmente atropelada por um comboio na estação, que então já estava encerrada.